# Avicularia tigrina
Avicularia tigrina är en spindelart som först beskrevs av Pocock 1903.  Avicularia tigrina ingår i släktet Avicularia och familjen fågelspindlar.
Artens utbredningsområde är Uruguay. Inga underarter finns listade.